# Donnerup Plantage
Donnerup Plantage är en skog i Danmark.   Den ligger i Ikast-Brande kommun i Region Mittjylland, i den centrala delen av landet, 190 km väster om Köpenhamn.